# Денієл Болдвін
Денієл Болдвін (англ. Daniel Baldwin; 5 жовтня 1960) — американський актор.

## Біографія
Денієл Лерой Болдвін народився 5 жовтня 1960 року в селищі Масапекуа в окрузі Нассау на острові Лонг-Айленд, штат Нью-Йорк, США. Батько — Александер Рей Болдвін молодший, учитель історії і тренер з американського футболу, мати — Керол Мартіно Болдвін. Їхня сім'я була багатодітною — крім Денієла було ще троє братів (Алек, Вільям і Стівен) і дві сестри (Джейн і Елізабет). У 1979 році закінчив середню школу Альфреда Дж. Бернера.
Дебютував у кіно в 1988 році. Відомий за такими фільмами, як «Гарлі-Девідсон і ковбой Мальборо», «Хід королевою» (1991), «Скеля Малголланд» (1996), «Вампіри» (1998).
Денієл був тричі одружений: у 1984—1985 роках із Шерил Болдвін, з якою мають дочку; у 1990—1996 — з Елізабет Болдвін, з якої також мають дочку; з липня 2007 — з Джоанною Сміт-Болдвін, з якою виховують двох дочок.

## Фільмографія
- 1989 — Народжений четвертого липня / Born on the Fourth of July
- 1991 — Гарлі-Девідсон і ковбой Мальборо / Harley Davidson and the Marlboro Man
- 1992 — Герой / Hero
- 1992 — Хід королевою / Knight Moves
- 1995 — Тілесні ушкодження / Bodily Harm
- 1996 — Скеля Малголланд / Mulholland Falls
- 1998 — Вампіри / Vampires
- 1999 — Радіоактивні опади / Fallout
- 1999 — Силіконові вежі / Silicon Towers
- 2003 — Король мурах / King of the Ants
- 2004 — Люди-динозаври / Anonymous Rex
- 2005 — Вулиці гріха / Boardwalk Poets
- 2008 — Темний легіон / Born of Earth
- 2009 — Сірі сади / Grey Gardens
- 2010 — Вогонь смерті / Death and Cremation